# 腓尼基計劃
《腓尼基計劃》（英語：The Phoenician Scheme）是一部2025年美德合拍的諜報黑色喜劇電影，由魏斯·安德森執導，安德森和羅曼·柯波拉共同編劇，主演陣容包括班尼西歐·戴托羅、米亞·薛波頓、麥可·塞拉、里茲·阿邁德、湯姆·漢克斯、布萊恩·克蘭斯頓、馬修·亞瑪希、理查德·艾欧阿德、傑佛瑞·萊特、史嘉蕾·喬韓森、班奈狄克·康柏拜區、魯伯特·佛列德、霍普·戴维斯、比爾·莫瑞及威廉·達佛。電影講述富商賈賈·寇達（Zsa-zsa Korda，戴托羅飾演）指定在修道院當修女的女兒成為遺產繼承人，之後自己展開新事業，但他們隨即被敵對富商、恐怖份子及刺客盯上。
《腓尼基計劃》2025年5月29日在德國上映，2025年5月30日在美國上映。

## 剧情
1950年，军火商兼实业家阿纳托尔·“莎莎”·科尔达于一次暗杀行动中幸存。他在昏迷时进入“来世”，由一个神圣法庭审判其进入天堂的资格。为躲避持续的暗杀威胁，科尔达试图修复与独生女莉瑟尔的关系。莉瑟尔是一名天主教见习修女，因科尔达在其五岁时将其送入修道院，且外界流传科尔达杀害其母（科尔达对此否认）的谣言，父女关系紧张。科尔达要求莉瑟尔离开教会，接管其商业帝国。在此期间，莉瑟尔结识了科尔达的行政助理，挪威昆虫学家比约恩。
世界多国政府意图阻止科尔达不道德的商业行为。科尔达将其全部财富投资于一项高风险计划，该计划旨在通过奴工改造腓尼基地区的基础设施。政府特工“神剑”（Excalibur）领导的联盟策划抬高建材价格，以期使科尔达破产。
为解决资金短缺问题，科尔达在莉瑟尔和比约恩的陪同下，会见多名投资者。他采取欺诈、勒索和威胁等手段，包括：在合同中加入未告知的条款以增加加州投资人利兰和里根的投资额；勒索法国夜总会老板马赛·鲍勃；以自杀式炸弹威胁东海岸商人马蒂。尽管投资者被激怒，科尔达成功说服了对方，但投资者仅同意弥补50%的资金缺口。
旅途中，科尔达与莉瑟尔的关系出现转机。科尔达为保护马赛·鲍勃中弹后，再次进入“来世”并遇见莉瑟尔的母亲，得知自己并非莉瑟尔的生父，并醒悟到自己给予家庭的只有金钱而非爱。其后，在与马蒂的对峙中，备受愧疚困扰的科尔达坦承：他曾得知妻子与他同父异母的兄弟努巴有染，为报复而谎称妻子与努巴的助理亦有私情，此举导致努巴杀害了其妻。他还承认自己至今仍与努巴有商业合作，后者亦是腓尼基计划的投资人。莉瑟尔对父亲的无情感到愤怒，但为了将努巴绳之以法，同意继续协助他。
为避免向努巴求助，科尔达向其表妹、家族财富继承人希尔达求婚。希尔达同意结婚但拒绝增加投资。在返程途中，科尔达的飞机遭人破坏坠毁。残骸中的证据显示比约恩是“神剑”联盟的间谍，但他因爱上莉瑟尔而选择转投科尔达一方。科尔达向莉瑟尔揭示其家族情感功能失调的历史。莉瑟尔深感不安，决定重返教会。一行人被游击队所救并送返家乡。然而，莉瑟尔的修道院院长嬷嬷认为她不适合修道生活，将其逐出修会。
所有投资者齐聚沙漠绿洲宫酒店，科尔达、莉瑟尔和比约恩与努巴当面对质。努巴宣布撤回全部投资，并承认他既非莉瑟尔的生父，也是长期以来策划暗杀科尔达的幕后黑手，其动机源于“强者生存”的人生观。在随后的搏斗中，努巴被科尔达击败。
最终，科尔达幡然悔悟，他皈依天主教，向工人支付薪酬，并投入全部剩余财产完成腓尼基项目，认为完成有价值的工作能赋予生命意义。尽管此举令他破产，但莉瑟尔深受感动，正式接纳他为父亲。父女二人隐退经营一家小酒馆。希尔达解除了与科尔达的短暂婚姻，并将婚戒赠予比约恩。比约恩向莉瑟尔求婚并获允。故事结尾，科尔达与莉瑟尔作为家人一同玩牌，享受平静生活。

## 演員
- 班尼西歐·戴托羅飾演“莎莎”·科尔达（Zsa-zsa Korda）
- 米亞·薛波頓（英语：Mia Threapleton）飾演莉瑟尔修女（Sister Liesl）
- 麥可·塞拉飾演比約恩·蘭德（Bjorn Lund）
- 里茲·阿邁德飾演法魯克王子（Prince Farouk）
- 湯姆·漢克斯飾演利蘭（Leland）
- 布萊恩·克蘭斯頓飾演雷根（Reagan）
- 馬修·亞瑪希飾演馬賽·鮑伯（Marseille Bob）
- 理查德·艾欧阿德飾演塞爾吉奧（Sergio）
- 傑佛瑞·萊特飾演馬蒂（Marty）
- 史嘉蕾·喬韓森飾演希爾達表姊（Cousin Hilda）
- 班奈狄克·康柏拜區飾演努巴叔叔（Uncle Nubar）
- 魯伯特·佛列德飾演神劍（Excaliber）
- 霍普·戴维斯飾演修道院院長
- 比爾·莫瑞飾演上帝
- 威廉·達佛飾演克納弗（Knave）
- 夏綠蒂·甘絲柏飾演寇達的第一任妻子
- 多尼歐·亞蘭果（英语：Tonio Arango）飾演刺客#1
- 史蒂芬·巴克（英语：Stéphane Bak）飾演激進自由民兵隊成員#1
- 艾莎·喬伊·薩繆爾（英语：Aysha Joy Samuel）飾演激進自由民兵隊成員#2

## 製作
2023年5月，有傳言指麥可·塞拉和班尼西歐·戴托羅已加入魏斯·安德森下一部電影的演出陣容。6月，安德森在宣傳《小行星城》時透露該片的劇本早在2023年美國編劇協會大罷工開始之前與羅曼·柯波拉一同寫好，並證實戴托羅將出演電影。9月，安德森證實塞拉計劃與戴托羅共同出演，並希望電影在罷工結束後能馬上開始拍攝。2024年1月，比爾·莫瑞參與演出。長期合作的製片人史蒂芬·瑞爾斯將參與製作。3月，米亞·薛波頓參與演出。4月，里茲·阿邁德參與演出。6月，公佈其餘演員陣容，其中包括湯姆·漢克斯、班奈狄克·康柏拜區、夏綠蒂·甘絲柏、魯伯特·佛列德、威廉·達佛以及布萊恩·克蘭斯頓。
該片於2024年3月12日在德國展開主要攝影，並於同年6月3日殺青。

## 外部連結
- 互联网电影数据库（IMDb）上《腓尼基計劃》的资料（英文）